# Les Baux-Sainte-Croix
Pour les articles homonymes, voir Baux et Sainte-Croix.
Les Baux-Sainte-Croix sont une commune française située dans le département de l'Eure, en région Normandie.

## Géographie

### Localisation
|            | Arnières-sur-Iton | Angerville-la-Campagne |
| Les Ventes | Baux-Sainte-Croix | Guichainville          |
| Les Ventes |                   | Le Plessis-Grohan      |

### Hydrographie
La commune est située dans le bassin Seine-Normandie. Elle n'est drainée par aucun cours d'eau,.

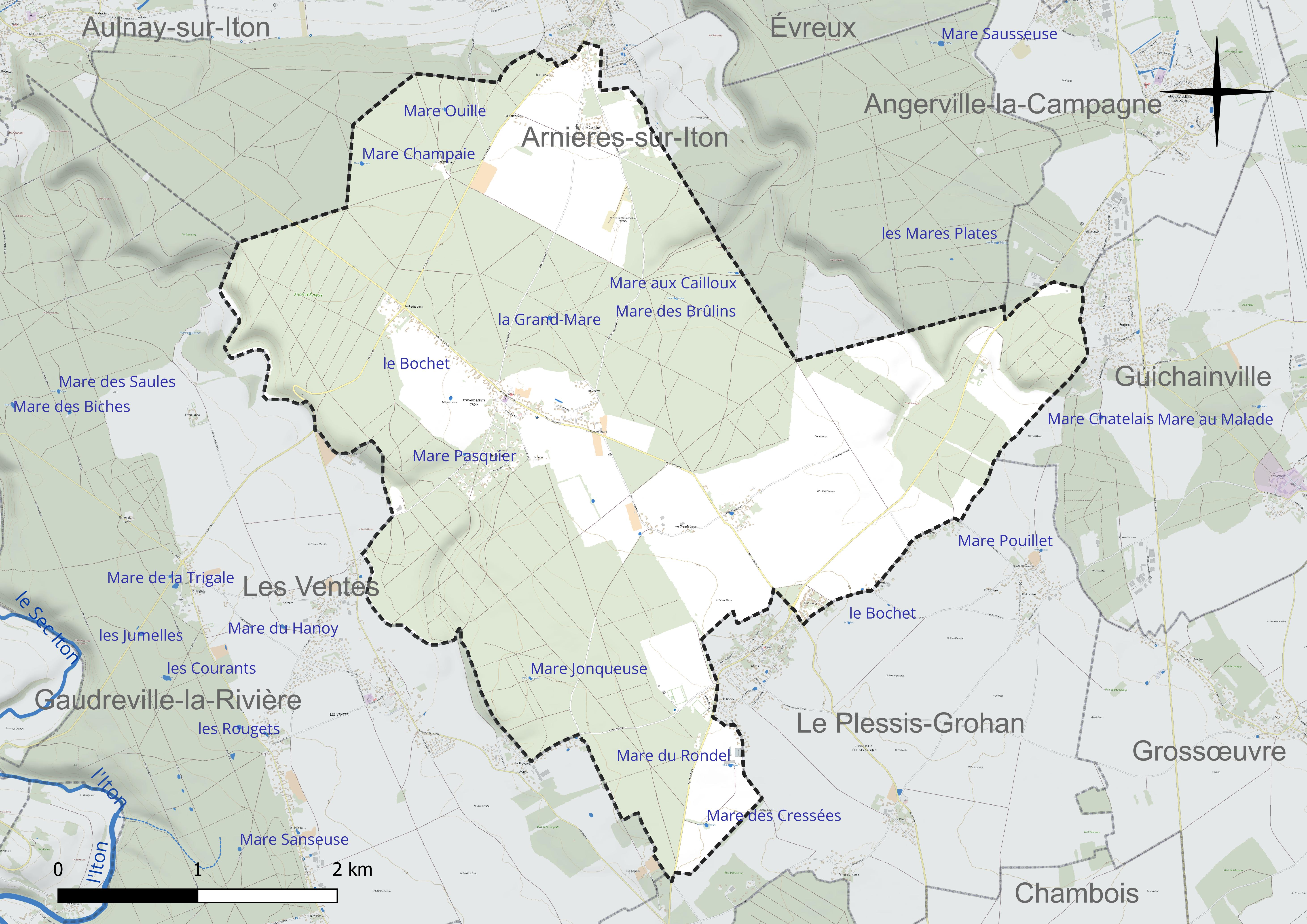
Réseau hydrographique des Baux-Sainte-Croix.

Divers plans d'eau complètent le réseau hydrographique : la Grand-Mare (0,1 ha), la mare aux Cailloux (0 ha), la mare Champaie (0,1 ha), la mare des Brûlins (0 ha), la mare des Cressées (0,1 ha), la mare du Rondel (0,1 ha), la mare Jonqueuse (0 ha), la mare Ouille (0 ha), la mare Pasquier (0 ha) et le Bochet (0 ha),.

### Climat
Pour des articles plus généraux, voir Climat de la Normandie et Climat de l'Eure.
En 2010, le climat de la commune est de type climat océanique dégradé des plaines du Centre et du Nord, selon une étude du CNRS s'appuyant sur une série de données couvrant la période 1971-2000. En 2020, Météo-France publie une typologie des climats de la France métropolitaine dans laquelle la commune est exposée à un climat océanique et est dans une zone de transition entre les régions climatiques « Sud-ouest du bassin Parisien » et « Côtes de la Manche orientale ». Parallèlement le GIEC normand, un groupe régional d’experts sur le climat, différencie quant à lui, dans une étude de 2020, trois grands types de climats pour la région Normandie, nuancés à une échelle plus fine par les facteurs géographiques locaux. La commune est, selon ce zonage, exposée à un « climat des plateaux abrités », correspondant aux plaines agricoles de l’Eure, avec une pluviométrie beaucoup plus faible que dans la plaine de Caen en raison du double effet d’abri provoqué par les collines du Bocage normand et par celles qui s’étendent sur un axe du Pays d'Auge au Perche.
Pour la période 1971-2000, la température annuelle moyenne est de 10,4 °C, avec  une amplitude thermique annuelle de 14,2 °C. Le cumul annuel moyen de précipitations est de 641 mm, avec 10,6 jours de précipitations en janvier et 8,2 jours en juillet. Pour la période 1991-2020, la température moyenne annuelle observée sur la station météorologique la plus proche, située sur la commune de Guichainville à 7 km à vol d'oiseau, est de 11,1 °C et le cumul annuel moyen de précipitations est de 659,6 mm,. Pour l'avenir, les paramètres climatiques de la commune estimés pour 2050 selon différents scénarios d’émission de gaz à effet de serre sont consultables sur un site dédié publié par Météo-France en novembre 2022.

## Urbanisme

### Typologie
Au 1er janvier 2024, Les Baux-Sainte-Croix sont catégorisés commune rurale à habitat dispersé, selon la nouvelle grille communale de densité à 7 niveaux définie par l'Insee en 2022.
Elle est située hors unité urbaine. Par ailleurs la commune fait partie de l'aire d'attraction d'Évreux, dont elle est une commune de la couronne,. Cette aire, qui regroupe 108 communes, est catégorisée dans les aires de 50 000 à moins de 200 000 habitants,.

### Occupation des sols
L'occupation des sols de la commune, telle qu'elle ressort de la base de données européenne d’occupation biophysique des sols Corine Land Cover (CLC), est marquée par l'importance des forêts et milieux semi-naturels (64,6 % en 2018), une proportion sensiblement équivalente à celle de 1990 (65 %). La répartition détaillée en 2018 est la suivante : 
forêts (64,6 %), terres arables (31,9 %), zones urbanisées (3,5 %). L'évolution de l’occupation des sols de la commune et de ses infrastructures peut être observée sur les différentes représentations cartographiques du territoire : la carte de Cassini (XVIIIe siècle), la carte d'état-major (1820-1866) et les cartes ou photos aériennes de l'IGN pour la période actuelle (1950 à aujourd'hui).

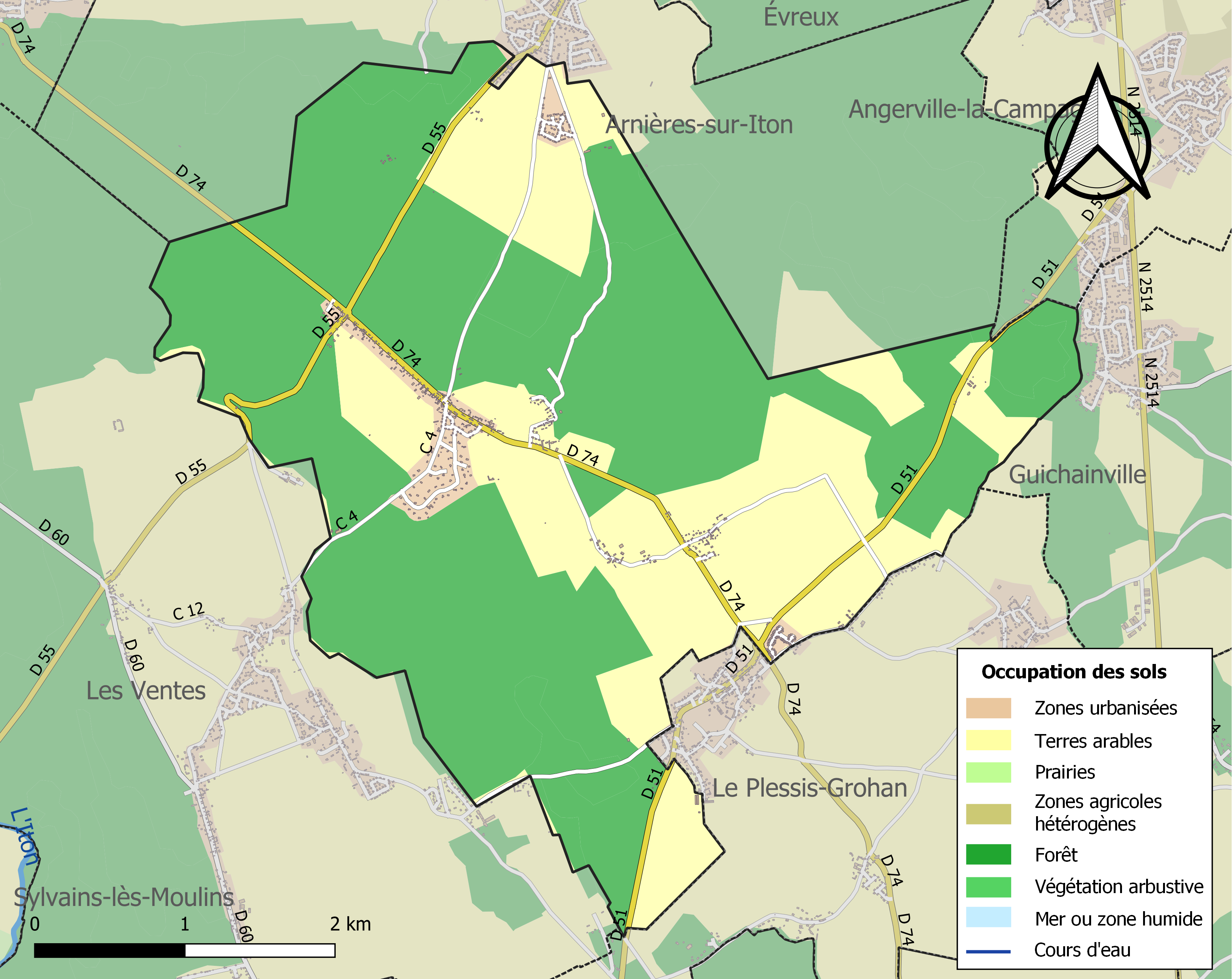
Carte des infrastructures et de l'occupation des sols de la commune en 2018 (CLC).

## Toponymie
Le nom de la localité est attesté sous les formes Baus de Sainte Croix en 1306 (cartulaire de l'abbaye Saint-Taurin d'Évreux), Gaudus Sanctæ Crucis en 1308 (charte de Mathieu, évêque d’Évreux), Sancte Crucis in Fohesta vers 1370, Les Beaux en 1793, Les Baux-Sainte-Croix en 1801.
Les Petits-Baux et les Grands-Baux sont deux lieux-dits de la commune.

Baux : de l'ancien français baux « ravins » ou pluriel de l'oïl bail « domaine affermé ».
Paroisse, dédiée à la Sainte-Croix, nom propre employé comme patronyme et hagiotoponyme ; en particulier pour de nombreuses églises, monastères et communes. Il est inspiré de la Sainte Croix, dite également Vraie Croix, qui est la croix sur laquelle Jésus-Christ aurait été crucifié.

## Politique et administration
| Période                                  | Période       | Identité                 | Étiquette | Qualité                           |
| ---------------------------------------- | ------------- | ------------------------ | --------- | --------------------------------- |
| 1792                                     | 1797          | Jacques Malgranche       |           |                                   |
| 1797                                     | 1800          | Jean-François Lelarge    |           |                                   |
| 1800                                     | mai 1800      | Jean Hardy               |           |                                   |
| 1800                                     | 1814          | Nicolas Malgranche       |           |                                   |
| 1814                                     | 1816          | Jean-Baptiste Malgranche |           |                                   |
| mars 1816                                | décembre 1816 | Alexandre de Chavannes   |           |                                   |
| 1816                                     | 1820          | Jacques François Lelarge |           |                                   |
| 1820                                     | 1830          | Curtius Delaporte        |           |                                   |
| 1830                                     | 1831          | Alexis Huet              |           |                                   |
| 1831                                     | 1834          | Claude Remondon          |           |                                   |
| 1834                                     | 1847          | Louis César Gaudin       |           |                                   |
| 1847                                     | 1847          | Simon Lhermite           |           |                                   |
| 1847                                     | 1848          | Joseph Mulet             |           |                                   |
| 1848                                     | 1848          | Jean Baziret             |           |                                   |
| 1848                                     | 1852          | Isidor Lhermite          |           |                                   |
| 1852                                     | 1865          | Adolphe Lefort           |           |                                   |
| 1865                                     | 1870          | Jean-Baptiste Remondon   |           |                                   |
| 1870                                     | 1877          | Jules Doucerain          |           |                                   |
| 1877                                     | 1884          | Noël Pichonnier          |           |                                   |
| 1884                                     | 1912          | Désiré Frichot           |           |                                   |
| 1912                                     | 1915          | Arthur Hardy             |           |                                   |
| 1915                                     | 1925          | Albert Demoite           |           |                                   |
| 1925                                     | 1929          | Charles Legendre         |           |                                   |
| 1929                                     | 1945          | Justin Monnier           |           |                                   |
| 1945                                     | 1953          | Maurice Hervieu          |           |                                   |
| 1953                                     | 1965          | Émile Michenot           |           |                                   |
| 1965                                     | 2008          | Pierre Julien            |           | Agriculteur                       |
| mars 2008                                | En cours      | Xavier Hubert            | DVD       | Avocat - conseiller départemental |
| Les données manquantes sont à compléter. |               |                          |           |                                   |

## Démographie
L'évolution du nombre d'habitants est connue à travers les recensements de la population effectués dans la commune depuis 1793. Pour les communes de moins de 10 000 habitants, une enquête de recensement portant sur toute la population est réalisée tous les cinq ans, les populations de référence des années intermédiaires étant quant à elles estimées par interpolation ou extrapolation. Pour la commune, le premier recensement exhaustif entrant dans le cadre du nouveau dispositif a été réalisé en 2006.

En 2022, la commune comptait 868 habitants, en évolution de +1,64 % par rapport à 2016 (Eure : −0,25 %, France hors Mayotte : +2,11 %).
| 1793 | 1800 | 1806 | 1821 | 1831 | 1836 | 1841 | 1846 | 1851 |
| ---- | ---- | ---- | ---- | ---- | ---- | ---- | ---- | ---- |
| 504  | 466  | 538  | 435  | 472  | 455  | 481  | 438  | 423  |

| 1856 | 1861 | 1866 | 1872 | 1876 | 1881 | 1886 | 1891 | 1896 |
| ---- | ---- | ---- | ---- | ---- | ---- | ---- | ---- | ---- |
| 422  | 430  | 409  | 360  | 342  | 332  | 343  | 328  | 322  |

| 1901 | 1906 | 1911 | 1921 | 1926 | 1931 | 1936 | 1946 | 1954 |
| ---- | ---- | ---- | ---- | ---- | ---- | ---- | ---- | ---- |
| 331  | 307  | 319  | 288  | 280  | 288  | 270  | 306  | 400  |

| 1962 | 1968 | 1975 | 1982 | 1990  | 1999  | 2006 | 2011 | 2016 |
| ---- | ---- | ---- | ---- | ----- | ----- | ---- | ---- | ---- |
| 336  | 445  | 671  | 861  | 1 097 | 1 015 | 948  | 908  | 854  |

| 2021 | 2022 | - | - | - | - | - | - | - |
| ---- | ---- | - | - | - | - | - | - | - |
| 852  | 868  | - | - | - | - | - | - | - |

## Culture locale et patrimoine

### Lieux et monuments
La commune des Baux-Sainte-Croix compte un édifice classé au titre des monuments historiques :
- l'alignement des Bruyères (Néolithique)  Classé MH (1975). Il s'agit d'un alignement de trois menhirs.

Autres édifices :
- l'église Sainte-Croix, avec fresques murales classées ;
- les ruines de la chapelle Saint-Gaud : s'y serait retiré Gaud, évêque d’Évreux, qui aurait fondé la chapelle du même nom.

### Patrimoine naturel
La forêt d'Évreux (dont une partie se trouve comprise sur le territoire de la commune), est en zone naturelle d'intérêt écologique, faunistique et floristique.